# ゴト師株式会社
『ゴト師株式会社』（ゴトしかぶしきがいしゃ）は、原作：下田一仁、作画：佐原充敏による日本のパチンコ漫画作品。1990年から1996年にかけて『漫画パチンカー』（白夜書房）にて連載された。単行本は全10巻。

## 概要
1990年代に入り、当時のデジパチやパチスロ（当時は3号機の時代）において、いわゆる「裏ROM」や「注射」などのゲーム機改造が恒常的に蔓延していたことを背景に、パチンコ店側や一部のプロ集団が利益を独占するのを叩き潰す「正義のゴト師集団」を描いた作品。主人公達は単に敵側の手口を暴くだけではなく、必要に応じて自らも敵側にゴトを仕掛け、敵に損害を負わせる。
作中では、日本一の裏ロム師である原作者は、裏ROMや注射そのものは必ずしも否定しておらず、むしろ店が客に利益を還元したり、ゲーム性を高めるための大当たり確率アップや連チャン性アップのための裏ROMや注射等は推奨すらしていた。一方でパチンコ業界と警察の癒着による利権構造を疑問視しており、当時導入が始まったばかりのCR機やパチンコ用プリペイドカードに対しては「射幸心を煽るという理由で連チャン機が規制されたのに、隣にカードリーダーが付いているだけで、それを上回る連チャン性を持つCR機を認可するのはおかしい」と、その存在自体が新たな警察の利権になるとして真っ向から批判。「ROMの変造防止」を主眼に、パチンコ・パチスロ機においてそれまでのCPU・ROM・RAM等が分かれていたメイン基板の構造をASICの形で1チップ化することにも「ASIC化によりコストが上昇する上、肝心のROMの変造防止には全く役に立たない」として反対していた。

## あらすじ
表向きはパチンコ店向けのコンサルタントを行う企業『Office Z80』。しかしその実態は、パチンコ店を食い物にしようとするゴト師集団や、裏ROMなどを利用して不正に得た利益の隠匿・脱税をもくろむパチンコ店などを、依頼人の求めに応じ様々な手段で叩き潰すことを商売とする集団であった。そんな彼らに今日も新たな依頼が舞い込む。

## 映画
同作品は映画としてもシリーズ化され、根津甚八の当たり役となった。
- ゴト師株式会社 悪徳ホールをぶっ潰せ!（1993年）
- ゴト師株式会社2 ゴト師 VS ゴト師（1994年）
- ゴト師株式会社3（1994年）
- ゴト師株式会社スペシャル 警察庁防犯課第5104号事件（1995年）

またその後も何度か映画化されている。
- ルーキーズ・ゴト師株式会社（1999年）
- ゴト師株式会社 ルーキーズ2（2000年）